# Helo (Élide)
Helo (en griego, Έλος) es el nombre de una antigua ciudad griega de Élide, que fue mencionada por Homero en el catálogo de las naves de la Ilíada, donde formaba parte de los territorios que gobernaba Néstor.
En época de Estrabón, no se sabía donde estaba situada. El geógrafo comenta que algunos creían que era un territorio cerca del río Alfeo y otros que estaba en una zona pantanosa (el significado de Έλος es «pantano»), cerca del Alorio, en un lugar donde había un santuario de Artemisa Helia o de Artemisa Limnatis, cuyo culto pertenecía a la región de Arcadia. Este santuario estaba cerca de la actual población de Vrestos, en el monte Lapithas.
Se ha relacionado esta antigua ciudad con un topónimo que aparece en una de las tablillas micénicas de lineal B, bajo la forma, en dativo, e-re-i, aunque dado que su significado es pantano o marisma, podría ser solo una coincidencia.